# William Boxall
William Boxall (29 juin 1800 - 6 décembre 1879) est un peintre anglais et directeur de musée.

## Jeunesse et éducation
Il est né à Oxford le 29 juin 1800 et baptisé le 29 juillet à l'église St Michael, à Oxford, de Thomas Boxall (décédé en 1847) et de sa femme Diana Perrett (décédée en 1841). Il a une sœur aînée Anne (1794–1846) et une sœur cadette Emma (1807–1850). Il fait ses études à la John Roysse 's Free School à Abingdon-on-Thames (aujourd'hui Abingdon School), avant d'entrer à la Royal Academy Schools en 1819.

## Carrière
Entre 1827 et 1845, il effectue plusieurs voyages en Italie pour étudier les maîtres anciens. Espérant d'abord se faire un nom en tant que peintre d'histoire, Boxall doit plus tard se tourner vers le genre plus lucratif du portrait. Il est un ami de William Wordsworth, dont il peint le portrait, du sculpteur John Gibson et du peintre Sir Edwin Landseer. Il est l'exécuteur testamentaire de Sir Charles Lock Eastlake, son prédécesseur en tant que directeur de la National Gallery.
Après sa nomination en février 1866, à la direction de la National Gallery, Boxall abandonne pratiquement la peinture. Son mandat d'administrateur dure huit ans, au cours desquels il supervise la construction de la célèbre extension est d'Edward Middleton Barry. En 1869, Boxall négocie l'achat de la collection de peintures flamandes et hollandaises de Sir Robert Peel pour 7 500 £. Avec cet achat, l'âge d'or néerlandais devient l'une des forces du fonds de la galerie . Les deux peintures de la galerie de Michel-Ange sont achetées par Boxall, La mise au tombeau en 1868 et Madone de Manchester en 1870. L'authenticité du premier est remise en question par la Chambre des lords en 1869, mais est maintenant généralement considérée comme authentique - contrairement à une autre des acquisitions controversées de Boxall, le "Suermondt Rembrandt " 7, désormais attribué à Nicolas Maes.
Il est élu associé de la Royal Academy (ARA) en 1851 et académicien royal (RA) à part entière en 1863 . Il est anobli en 1867.